# ژیلبر لو شنادک
ژیلبر لو شنادک (فرانسوی: Gilbert Le Chenadec‎؛ زادهٔ ۱۳ ژوئیهٔ ۱۹۳۸) بازیکن فوتبال اهل فرانسه بود.
از باشگاه‌هایی که در آن بازی کرده‌است می‌توان به باشگاه فوتبال نانت، باشگاه فوتبال متس، و باشگاه فوتبال لوریان اشاره کرد.
وی همچنین در تیم ملی فوتبال فرانسه بازی کرده‌است.